# 다미아노 톰마시
다미아노 톰마시(이탈리아어: Damiano Tommasi, 1974년 5월 17일 ~ )는 이탈리아의 은퇴한 축구 선수이자 베로나 시장이다.
2011년부터 2020년까지 이탈리아 축구 선수 협회의 회장으로 성공적으로 활동했으며, 그 이후 정치 활동을 시작했고 2022년 지방 선거에서 베로나의 시장으로 선출되었다.

## 클럽 경력
1991년~1993년까지 엘라스 베로나 FC 유스팀에서 활동한 후 1993년에 엘라스 베로나 FC에서 프로 데뷔했다. 이 때 꾸준한 활약으로 인해 1996년 애틀란타 올림픽에도 출전했다. 그리고 올림픽에서의 활약을 바탕으로 AS 로마로 이적했고 이곳에서 그는 무려 10년 동안이나 활약하게 된다. 그는 로마에서 10년 동안 262경기에 출전해 14골을 터뜨렸다. 이후 레반테 UD로 이적해 2년간 활약하며 44경기에 출전했다. 2008년엔 프리미어리그로 진출해 퀸즈 파크 레인저스 FC에 입단했으나 본인이 프리미어리그 무대에 제대로 적응하지 못하며 7경기를 뛰는데 그쳤다. 이후 그는 중국 슈퍼리그로 건너가 톈진 터다로 이적했고 그곳에서 29경기를 뛰고 1골을 넣었다. 공교롭게도 그가 중국에서 활동할 때에 2002년 FIFA 월드컵에서 이탈리아를 상대로 골든골을 넣었던 안정환 역시 다롄 스더에서 선수 생활을 하고 있었다. 그곳에서 그는 1시즌만 뛰고 다시 이탈리아로 돌아갔고 산타나 달프레도에서 2009년부터 2011년까지 활약했다. 그리고 2015년부터는 산마리노 구단인 SP 라 피오리타에서 뛰는 것이 확인되었다. 15-16시즌 현재 유로파리그 예선에서 상대팀이었던 리히텐슈타인의 FC 파두츠와 유로파리그 1차 예선에서 맞붙었고 거기서 라 피오리타 소속으로 경기를 뛰었다. 경기 결과는 1차전 1 : 5, 2차전 0 : 5로 대패했다.

## 국가대표팀 경력
톰마시의 국가대표팀 경력은 그리 많지는 않다. U-21 대표팀 시절에 1996년 애틀란타 올림픽에 출전했는데 당시 이탈리아는 대한민국, 멕시코, 가나와 함께 C조에 속해 있었다. 톰마시는 이 때 올림픽 조별리그 3경기에 모두 출전했다. 그러나 이탈리아는 1차전에서 멕시코에 0 : 1로 패배하였고 2차전에서 가나에 2 : 3으로 패배해 2경기만에 일찌감치 탈락이 확정되었다. 당시 C조의 판세는 1차전에서 이탈리아를 1 : 0으로 이기고 2차전에서 대한민국과 0 : 0으로 비긴 멕시코와 1차전에서 가나를 1 : 0으로 이기고 2차전에서 멕시코와 0 : 0으로 비긴 대한민국이 1승 1무, 1득점 무실점으로 공동 1위를 차지하고 있었고 1차전에서 대한민국에 0 : 1로 패배한 뒤 2차전에서 이탈리아를 3 : 2로 이긴 가나가 1승 1패로 조 3위를 차지하고 있었으며 2패를 기록한 이탈리아는 4위로 탈락이 확정된 상태였다. 대한민국 입장에서는 이탈리아와 비기기만 해도 8강 진출에 성공할 수 있었다. 그러나 이탈리아 역시 1승이라도 거두어 유종의 미를 거두고 싶어했고 이 열망이 컸는지 전반 24분과 후반 37분에 마르코 브랑카가 2골을 터뜨리며 후반 17분에 이기형이 1골을 만회하는데 그친 한국을 2 : 1로 이겨 1승 2패로 유종의 미를 거두었다. 한편, 한국은 멕시코와 가나가 무승부를 거두는 바람에 다득점에서 가나에 밀리며 조 3위로 탈락의 고배를 마셨다.
이후 톰마시는 디노 초프 감독에 의해 처음으로 아주리 군단의 일원이 되었고 2002년 FIFA 월드컵에도 출전하게 되었다. 톰마시는 이 대회 이탈리아의 경기에 모두 선발 출전했다. 당시 이탈리아는 북중미의 강호 멕시코, 지난 대회에서 첫 출전임에도 불구하고 3위를 차지하는 돌풍을 일으킨 크로아티아 그리고 남미의 신규 출전국 에콰도르와 함께 G조에 속했다. 이탈리아는 1차전 에콰도르와의 경기에서 크리스티안 비에리가 2골을 뽑아내는 원맨쇼 덕분에 2 : 0으로 손쉽게 승리를 차지하며 순조로운 출발을 했다. 그러나 2차전 크로아티아와의 경기에서 후반 10분에 크리스티안 비에리가 선제골을 넣었음에도 불구하고 후반 28분에 이비차 올리치, 후반 31분에 밀란 라파이치에게 잇달아 실점하며 1 : 2 역전패를 당해 순식간에 조별리그 탈락 위기에 몰리고 말았다. 2차전까지 G조의 판세는 크로아티아와 에콰도르를 각각 1 : 0, 2 : 1로 이긴 멕시코가 2승으로 조 1위를 차지하고 있었고 이탈리아와 크로아티아가 각각 1승 1패로 동률이었으나 골 득실에서 이탈리아가 +1, 크로아티아가 0이었으므로 이탈리아가 가까스로 2위, 크로아티아가 3위를 차지하고 있었으며 2패를 기록한 에콰도르가 4위를 차지하고 있었다. 그러므로 2승을 차지한 멕시코도 아직 16강 진출을 확정짓지 못했고 또 2패를 기록한 에콰도르 역시 아직 탈락이 확정되지 않은 것이다. 이탈리아는 16강에 가려면 반드시 멕시코를 이겨야 하고 비길 경우엔 에콰도르가 크로아티아를 이기거나 최소한 무승부라도 해주어야 한다. 패배할 경우엔 에콰도르가 크로아티아를 이겨주어야하고 3팀 간 골 득실을 비교해야 한다.
그러나 이탈리아는 3차전에서 전반 34분, 멕시코의 하레드 보르헤티에게 선제골을 허용하며 어려운 출발을 했다. 같은 시각 요코하마에서 열린 에콰도르와 크로아티아의 경기는 0 : 0으로 비기고 있었다. 만일 이대로 경기가 끝난다면 멕시코가 3승으로 조 1위를 차지하고 1승 1무 1패인 크로아티아가 2위, 이탈리아는 1승 2패로 3위가 되어 조별리그에서 탈락하게 된다. 이탈리아로서는 절체절명의 위기에 몰리게 되었다. 그리고 후반전이 되었다. 후반 3분 만에 요코하마에서 희소식이 들려왔다. 에콰도르의 에디손 멘데스가 선제골을 터뜨렸다는 것이다. G조의 실시간 순위는 3승인 멕시코가 1위이고 나머지 3팀이 모두 1승 2패로 동률이 되는데 이탈리아는 골 득실이 0, 크로아티아는 -1, 에콰도르는 -2이므로 골 득실에서 앞선 이탈리아가 조 2위로 16강 진출에 성공하게 된다. 에콰도르의 선전에 힘을 낸 이탈리아는 마침내 후반 40분에 알레산드로 델 피에로가 극적인 동점골을 뽑아내며 한숨을 돌릴 수 있게 되었다. 그리하여 멕시코와 1 : 1로 비긴 이탈리아는 1승 1무 1패로 조 2위를 차지해 16강 진출에 성공했다.
16강 진출에 성공한 이탈리아는 일본에서 한국으로 이동해 대전월드컵경기장에서 개최국 대한민국과 경기를 치르게 되었다. 당시 이탈리아는 전반 4분 만에 프란체스코 코코가 송종국에게 거친 태클을 범해 경고를 받으며 팀의 경기를 어렵게 끌고 갔다. 그리하여 프리킥을 내주었고 프리킥을 차는 도중에 라이트백 크리스티안 파누치가 설기현의 유니폼을 잡아 끌며 넘어뜨리는 파울을 범해 페널티킥을 내주었다. 다행히도 안정환이 찬 페널티킥을 잔루이지 부폰 골키퍼가 잘 막아내며 위기에서 구했고 전반 18분, 프란체스코 토티의 코너킥을 크리스티안 비에리가 최진철의 마크를 이겨내고 기어이 성공시키며 1 : 0으로 앞서갔다. 전반 42분에 톰마시는 한국의 코너킥 찬스에서 유상철을 마크한다는 것이 그만 같이 수비에 가담했던 팀 동료 프란체스코 코코를 팔꿈치로 쳐버렸고 코코는 결국 왼쪽 눈두덩이를 맞아 출혈이 나는 바람에 경기가 끝날 때까지 양파망 붕대를 하고 뛰어야 했다.
이탈리아는 특유의 카테나치오로 단단이 걸어 잠그며 한국의 파상공세를 잘 막아냈으나 시간이 갈수록 체력 저하로 점점 집중력이 떨어지기 시작했고 한국의 거스 히딩크 감독은 공격수만 5명을 투입하는 도박을 감행해 계속해서 이탈리아의 굳게 닫힌 빗장을 두들겼다. 끝내 후반 43분, 황선홍의 짧은 크로스를 이탈리아의 라이트백 크리스티안 파누치가 미숙한 볼 처리로 흘려버렸고 이 볼을 설기현이 놓치지 않고 그대로 왼발 슛을 날려 동점골을 뽑아냈다. 막판 몇 분을 버티지 못한 이탈리아는 결국 1 : 1로 비기며 승리를 놓쳤고 승부는 연장전으로 이어졌다. 일진일퇴의 공방전을 벌이던 두 팀의 판세가 기울기 시작한 것은 연장 전반 13분이었다. 한국 문전으로 쇄도하던 프란체스코 토티가 송종국과의 볼 경합 도중에 페널티킥을 유도할 목적으로 다이빙 동작을 시도한 것이 비론 모레노 주심에게 적발되었고 경고를 받았다. 그런데 토티는 이미 전반전에 김남일에게 범한 파울로 인해 경고를 받은 상태였으므로 결국 경고 누적으로 퇴장을 당해 10명이 뛰는 수적 열세를 안게 되었다. 연장전에서 톰마시는 이운재 골키퍼와 1 : 1 찬스를 맞았으나 오프사이드 선언이 내려져 득점이 무산되었다. 결국 수적 열세를 이기지 못한 이탈리아는 연장 후반 12분, 안정환에게 골든골을 허용하며 1 : 2 역전패를 당했다. 톰마시의 처음이자 마지막 월드컵도 이렇게 막을 내렸다.

## 이탈리아 선수협회 회장
2015년도부터 다미아노 톰마시는 이탈리아 선수협회 회장을 역임하고 있다. 2017년 11월, 이탈리아가 스웨덴에 합산 점수 0 : 1로 패배해 60년 만에 월드컵 지역예선에서 탈락하자 잔 피에로 벤투라 감독의 즉각 사퇴를 요청하기도 했다.